# Ялгиз-Нарат
Ялги́з-Нара́т (рос. Ялгыз-Нарат, башк. Яңғыҙнарат) — село у складі Татишлинського району Башкортостану, Росія. Адміністративний центр Ялгиз-Наратської сільської ради.
Населення — 462 особи (2010; 537 у 2002).
Національний склад:
- башкири — 96 %